# Яндекс XML
«Яндекс XML» — бесплатный сервис, предоставляющий возможность производить автоматические поисковые запросы к «Яндексу» и публиковать его выдачу у себя на ресурсе.
В отличие от выполнения запросов к «традиционному» поиску «Яндекса» при помощи скриптов и последующего парсинга получаемых результатов, «Яндекс XML» является официально поддерживаемой «Яндексом» технологией с довольно широкими возможностями, зависящими, однако, от конкретной реализации и форматов XML-запросов/ответов.
Прежде чем скрипт начнёт обращаться к «Яндексу» с запросами, нужно зарегистрировать IP-адрес сайта, на котором будет работать скрипт.
После этого можно начинать задавать XML-запросы. В них, помимо поискового запроса и области поиска (определённый сайт или регион), можно задавать различные группировки и сортировки. В ответ программа получает результаты поиска в формате XML.
Технология нашла удачное применение при организации поиска по своему сайту на PHP, на ASP.NET, на Perl. Однако для организации поиска по сайту Яндекс предлагает более специализированные решения — Яндекс.Поиск для сайта Архивная копия от 26 февраля 2014 на Wayback Machine.
С осени 2023 года сервис прекращает свою работу. Вместо него Яндекс будет поддерживать новый проект — Yandex Search API.  